# Херсонский, Григорий Петрович
Григо́рий Михайлович Херсо́нский (р. 20 августа 1937, Кировоград) — советский тромбонист и педагог, артист симфонического оркестра всесоюзного радио и телевидения, солист Государственного симфонического оркестра СССР, заслуженный артист РСФСР.

## Биография
Григорий Михайлович Херсонский (Вуль) окончил Московскую государственную консерваторию им. П. И. Чайковскогов 1961 году, по классу тромбона. Класс профессора П. И. Чумакова. В 1958 и 1959 годах он играл в оркестре театра имени Ленинского комсомола, в 1959 и 1960 — в Оперной студии Московской консерватории, с 1960 по 1962 — в эстрадно-симфоническом оркестре Всесоюзного радио и телевидения.
С 1962 по 1969 год он был артистом симфонического оркестра Всесоюзного радио и телевидения.
В 1963 году Херсонский стал лауреатом I премии Всесоюзного конкурса музыкантов-исполнителей. С 1969 по 1983 он играл в государственного симфонического оркестра СССР, а в 1983 стал солистом-концертмейстером группы тромбонов этого оркестра.
С 1963 по 1970 год Григорий Херсонский преподавал в музыкальной школе № 24 Красносельского района, с 1978 — в центральной средней специальной музыкальной школе при Московской консерватории. Херсонский сделал множество аудиозаписей разнохарактерных произведений на фирме «Мелодия» и Всесоюзном радио и телевидении. Он впервые исполнил ряд посвящённых ему произведений композиторов Г. Фрида, Т. Чудовой и С. Васильева.
С 1990 года солист Хайфского симфонического оркестра (Израиль).
В Израиле, работал преподавателем в муниципальной консерватории города Петах-Тиквы.